# Izrael az 1976. évi nyári olimpiai játékokon
Izrael a kanadai Montréalban megrendezett 1976. évi nyári olimpiai játékok egyik részt vevő nemzete volt. Az országot az olimpián 10 sportágban 26 sportoló képviselte, akik érmet nem szereztek.

## Atlétika
Női
| Versenyző              | Versenyszám | Előfutam | Előfutam | Előfutam | Elődöntő | Elődöntő | Elődöntő | Döntő | Döntő    |
| Versenyző              | Versenyszám | Idő      | Hely.    | Össz.    | Idő      | Hely.    | Össz.    | Idő   | Helyezés |
| ---------------------- | ----------- | -------- | -------- | -------- | -------- | -------- | -------- | ----- | -------- |
| Esther Shakhamorov-Rot | 100 m gát   | 13,06    | 2.       | 6.       | 13,04    | 4.       | 4.       | 13,04 | 6.       |

## Birkózás
Szabadfogású
| Versenyző  | Versenyszám | 1. forduló                      | 2. forduló                   | 3. forduló                    | 4. forduló                    | 5. forduló                      | 6. forduló        | Döntő             | Helyezés |
| Versenyző  | Versenyszám | Ellenfél Eredmény               | Ellenfél Eredmény            | Ellenfél Eredmény             | Ellenfél Eredmény             | Ellenfél Eredmény               | Ellenfél Eredmény | Ellenfél Eredmény | Helyezés |
| ---------- | ----------- | ------------------------------- | ---------------------------- | ----------------------------- | ----------------------------- | ------------------------------- | ----------------- | ----------------- | -------- |
| Rami Miron | 68 kg       | Ronald Joseph (ISV) · kétvállas | Lennart Lundell (SWE) · 16-3 | Kocsis János (HUN) · kizárták | Zsigmond Kelevitz (AUS) · 7-4 | Pavel Pinyigin (URS) · kizárták | kiesett           | kiesett           | 7.       |

## Cselgáncs
| Versenyző   | Versenyszám | Csoport | 32-es főtábla              | Nyolcaddöntő      | Negyeddöntő       | Elődöntő          | Vigaszág negyeddöntő | Vigaszág elődöntő | Bronz- mérkőzés   | Döntő             | Helyezés |
| Versenyző   | Versenyszám | Csoport | Ellenfél Eredmény          | Ellenfél Eredmény | Ellenfél Eredmény | Ellenfél Eredmény | Ellenfél Eredmény    | Ellenfél Eredmény | Ellenfél Eredmény | Ellenfél Eredmény | Helyezés |
| ----------- | ----------- | ------- | -------------------------- | ----------------- | ----------------- | ----------------- | -------------------- | ----------------- | ----------------- | ----------------- | -------- |
| Yona Melnik | Váltósúly   | B       | Roberto Machusso (BRA) · V | kiesett           | kiesett           | kiesett           |                      |                   |                   |                   | 19.      |

## Labdarúgás
| Izraeli labdarúgócsapat-játékoskeret                                                                             | Izraeli labdarúgócsapat-játékoskeret                                                                |
| --- | --------------------------------------------------------------------------------------------------- |
| - Chaim Bar - Alon Ben-Dor - Avi Cohen - Gideon Damti - Joshoua Gal - Abraham Lev - Eli Leventhal - Oded Machnes | - Meir Nimni - Yaron Oz - Itzhak Peretz - Moshe Shani - Itzhak Shum - Rifaat Turk - Itzhak Vissoker |

### Eredmények
Csoportkör
B csoport
| Csapat        | M | Gy | D | V | G+ | G– | Gk | P |
| ------------- | - | -- | - | - | -- | -- | -- | - |
| Franciaország | 3 | 2  | 1 | 0 | 9  | 3  | +6 | 5 |
| Izrael        | 3 | 0  | 3 | 0 | 3  | 3  | 0  | 3 |
| Mexikó        | 3 | 0  | 2 | 1 | 4  | 7  | –3 | 2 |
| Guatemala     | 3 | 0  | 2 | 1 | 2  | 5  | –3 | 2 |

| 1976. július 19. 12:00 |

| Izrael (ISR) | 0–0         | Guatemala |
| ------------ | ----------- | --------- |
|              | Jegyzőkönyv |           |

| Varsity Stadium, Toronto Nézőszám: 9 500 Játékvezető: Vladimir Rudnev (szovjet) |

| 1976. július 21. 12:00 |

| Mexikó (MEX)             | 2–2               | Izrael                                 |
| ------------------------ | ----------------- | -------------------------------------- |
| Rangel 19' 44' López 67′ | (1–0) Jegyzőkönyv | Oz 51' 89′ Shum 55' (11-esből) Lev 67′ |

| Olimpiai Stadion, Montréal Nézőszám: 36 569 Játékvezető: Alberto Michelotti (olasz) |

| 1976. július 23. 12:00 |

| Franciaország (FRA)    | 1–1               | Izrael     |
| ---------------------- | ----------------- | ---------- |
| Platini 80' (11-esből) | (0–0) Jegyzőkönyv | Peretz 75' |

| Olimpiai Stadion, Montréal Nézőszám: 33 639 Játékvezető: Ramón Barreto (uruguayi) |

Negyeddöntő
| 1976. július 25. 12:00 |

| Brazília (BRA)                         | 4–1               | Izrael     |
| -------------------------------------- | ----------------- | ---------- |
| Jarbas 56' 74' Erivelto 72' Júnior 88' | (0–0) Jegyzőkönyv | Peretz 80' |

| Varsity Stadium, Toronto Nézőszám: 18 601 Játékvezető: Palotai Károly (magyar) |

| Csapat       | Helyezés |
| ------------ | -------- |
| Izrael (ISR) | 6.       |

## Sportlövészet
Nyílt
| Versenyző     | Versenyszám           | Pont | Helyezés |
| ------------- | --------------------- | ---- | -------- |
| Micha Kaufman | Sportpuska, fekvő     | 591  | 12.      |
| Micha Kaufman | Sportpuska, összetett | 1106 | 51.      |

## Súlyemelés
| Versenyző     | Versenyszám | Szakítás | Szakítás | Lökés    | Lökés    | Összesen | Helyezés |
| Versenyző     | Versenyszám | Eredmény | Helyezés | Eredmény | Helyezés | Összesen | Helyezés |
| ------------- | ----------- | -------- | -------- | -------- | -------- | -------- | -------- |
| Eduward Weitz | 60 kg       | 110,0    | 11.      | 152,5    | 4.       | 262,5    | 5.       |

## Torna
Férfi
| Versenyző | Versenyszám      | Selejtező | Selejtező | Döntő    | Döntő    |
| Versenyző | Versenyszám      | Pontszám  | Helyezés  | Pontszám | Helyezés |
| --------- | ---------------- | --------- | --------- | -------- | -------- |
| Dov Lupi  | Talaj            | 17,35     | 73.       | kiesett  | kiesett  |
| Dov Lupi  | Ugrás            | 17,80     | 81.       | kiesett  | kiesett  |
| Dov Lupi  | Korlát           | 18,20     | 38.       | kiesett  | kiesett  |
| Dov Lupi  | Nyújtó           | 17,65     | 68.       | kiesett  | kiesett  |
| Dov Lupi  | Gyűrű            | 17,60     | 70.       | kiesett  | kiesett  |
| Dov Lupi  | Lólengés         | 17,85     | 61.       | kiesett  | kiesett  |
| Dov Lupi  | Egyéni összetett | 106,45    | 68.       | kiesett  | kiesett  |

## Úszás
Férfi
| Versenyző  | Versenyszám    | Előfutam | Előfutam | Előfutam | Elődöntő | Elődöntő | Elődöntő | Döntő   | Döntő    |
| Versenyző  | Versenyszám    | Idő      | Hely.    | Össz.    | Idő      | Hely.    | Össz.    | Idő     | Helyezés |
| ---------- | -------------- | -------- | -------- | -------- | -------- | -------- | -------- | ------- | -------- |
| Adi Prag   | 100 m pillangó | 59,99    | 6.       | 36.      | kiesett  | kiesett  | kiesett  | kiesett | kiesett  |
| Adi Prag   | 200 m pillangó | 2:09,91  | 5.       | 30.      |          |          |          | kiesett | kiesett  |
| Dov Nisman | 400 m vegyes   | 4:47,13  | 6.       | 27.      |          |          |          | kiesett | kiesett  |

## Vitorlázás
Nyílt
| Versenyző              | Versenyszám     | Futam | Futam | Futam | Futam  | Futam | Futam | Futam | Pontszám | Helyezés |
| Versenyző              | Versenyszám     | 1     | 2     | 3     | 4      | 5     | 6     | 7     | Pontszám | Helyezés |
| ---------------------- | --------------- | ----- | ----- | ----- | ------ | ----- | ----- | ----- | -------- | -------- |
| Yehuda Mayan Yoel Sela | Repülő hollandi | 18,0  | 22,0  | 23,0  | (28,0) | 19,0  | 21,0  | 22,0  | 125,0    | 17.      |

## Vívás
Női
| Versenyző  | Versenyszám | Selejtező | Selejtező | Selejtező | Selejtező | Selejtező         | Selejtező | Főtábla           | Főtábla           | Vigaszág          | Vigaszág          | Vigaszág          | Döntő csoport     | Döntő csoport | Helyezés |
| Versenyző  | Versenyszám | 1. kör | 1. kör    | 2. kör | 2. kör    | 3. kör            | 3. kör    | 1. kör            | 2. kör            | 1. kör            | 2. kör            | 3. kör            | Döntő csoport     | Döntő csoport | Helyezés |
| Versenyző  | Versenyszám | Ellenfél Eredmény | Hely.     | Ellenfél Eredmény | Hely.     | Ellenfél Eredmény | Hely.     | Ellenfél Eredmény | Ellenfél Eredmény | Ellenfél Eredmény | Ellenfél Eredmény | Ellenfél Eredmény | Ellenfél Eredmény | Hely.         | Helyezés |
| ---------- | ----------- | --- | --------- | --- | --------- | ----------------- | --------- | ----------------- | ----------------- | ----------------- | ----------------- | ----------------- | ----------------- | ------------- | -------- |
| Nili Drori | Tőr, egyéni | H. csoport · Cornelia Hanisch (FRG) · 2-5 · Clare Henley-Halsted (GBR) · 0-5 · Maria Consolata Collino (ITA) · 5-1 · Mahvash Shafaie (IRI) · 5-3 · Nikki Franke (USA) · 2-5 | 4.        | E. csoport · Grażyna Staszak-Makowska (POL) · 1-5 · Susan Wrigglesworth (GBR) · 0-5 · Carola Mangiarotti (ITA) · 5-4 · Claudine le Comte (BEL) · 1-5 · Stahl Jencsik Katalin (ROU) · 1-5 | 6.        | kiesett           | kiesett   | kiesett           | kiesett           | kiesett           | kiesett           | kiesett           | kiesett           | kiesett       | 34.      |